# هوارد همفريز
هوارد همفريز (بالإنجليزية: Howard Humphries)‏ (1 فبراير 1888 في المملكة المتحدة - 1960) هو لاعب كرة قدم بريطاني (وحمل سابقاً جنسية المملكة المتحدة لبريطانيا العظمى وأيرلندا) في مركز الوسط. لعب مع أستون فيلا ونادي ساوثيند يونايتد وRotherham County F.C. ‏.